# Consulenza tecnica (processo penale)
La consulenza tecnica è un istituto del diritto processuale italiano collegato al mezzo di prova della perizia.
Le parti del processo, la persona sottoposta alle indagini e la persona offesa dal reato possono nominare uno o più consulenti tecnici affinché conferiscano al processo i dati o le valutazioni che richiedono specifiche cognizioni di una tecnica, scienza o arte. Il pubblico ministero nomina il consulente tecnico di regola tra le persone iscritte nell'albo dei periti. Le parti private, la persona sottoposta alle indagini e quella offesa dal reato non subiscono una tale limitazione. Al consulente tecnico si applicano le stesse incapacità e incompatibilità previste per il perito, esclusa quella costituita dall'essere egli stato nominato consulente tecnico nel medesimo procedimento o in un procedimento connesso.
Il numero dei consulenti tecnici che possono essere nominati e le attività che essi possono svolgere nel processo variano:
- se una perizia non è in corso, ciascuna parte può nominare fino a due consulenti tecnici (art. 233, co. 1 c.p.p. ovvero cosiddetta consulenza tecnica extra peritale). Il pubblico ministero nel corso delle indagini preliminari ed i difensori in ogni stato e grado del processo di merito possono demandare ai consulenti l'espletamento dei rilievi tecnici, grafici, planimetrici, segnaletici, fotografici e audiovisivi. I rilievi consistono nella "constatazione o raccolta di dati materiali”, quali il rilievo di impronte digitali; gli accertamenti sono atti più complessi, consistenti nello "studio ed elaborazione critica di tali dati materiali, necessariamente soggettivi e perlopiù su base tecnico scientifica", quali la comparazione fra le impronte digitali acquisite tramite il rilievo;
- quando il giudice ha ammesso la perizia, ciascuna parte può nominare consulenti tecnici in numero non superiore a quello dei periti (art. 225 c.p.p. ovvero cosiddetta consulenza tecnica peritale). In questo caso i consulenti tecnici possono assistere al conferimento dell'incarico al perito e in tale sede presentare al giudice richieste, osservazioni e riserve che devono essere menzionate nel verbale; possono partecipare alle operazioni del perito; infine possono esporre il proprio parere al giudice mediante l'esame orale o una memoria;
- i consulenti tecnici nominati dopo che il perito ha concluso la sua attività possono esaminare la relazione peritale, chiedere al giudice di essere autorizzati ad esaminare la persona, le cose ed il luogo che sono stati oggetto della perizia ed esporre anch'essi il proprio parere al giudice mediante l'esame orale o una memoria;
- in dibattimento, anche per l'esame dei consulenti tecnici si osservano le disposizioni sull'esame dei testimoni in quanto applicabili. Peraltro il consulente tecnico, a differenza del testimone, prima dell'esame non è soggetto alla custodia, non deve impegnarsi a dire il vero, e nel corso dell'esame non ha bisogno dell'autorizzazione del presidente o del giudice monocratico per consultare documenti, note scritte e pubblicazioni;
- in sede di decisione il giudice deve valutare i responsi dei consulenti tecnici, ai quali non può preferire il parere del perito per la sola ragione che costui è soggetto indipendente dalle parti e imparziale.